# Luxemburg op de Olympische Winterspelen 1992
Tijdens de Olympische Winterspelen van 1992, die in Albertville (Frankrijk) werden gehouden, nam Luxemburg voor de vierde keer deel.

## Deelnemers en resultaten

### Alpineskiën
| Olympiër        | Discipline       | Resultaat | Prestatie                       |
| --------------- | ---------------- | --------- | ------------------------------- |
| Marc Girardelli | afdaling (m)     | dnf       | opgave                          |
| Marc Girardelli | super g (m)      | Zilver    | 1.13,77 (+0,73)                 |
| Marc Girardelli | reuzenslalom (m) | Zilver    | 2.07,30 (+0,32) 1.04,70+1.02,60 |
| Marc Girardelli | slalom (m)       | dq-1      | diskwalificatie run 1           |
| Marc Girardelli | combinatie (m)   | dnf-a     | opgave afdaling                 |

Algerije · Amerikaanse Maagdeneilanden · Andorra · Argentinië · Australië · België · Bermuda · Bolivia · Brazilië · Bulgarije · Canada · Chili · China · Chinees Taipei · Costa Rica · Cyprus · Denemarken · Duitsland · Estland · Filipijnen · Finland · Frankrijk · Gezamenlijk team · Griekenland · Groot-Brittannië · Honduras · Hongarije · Ierland · IJsland · India · Italië · Jamaica · Japan · Joegoslavië · Kroatië · Letland · Libanon · Liechtenstein · Litouwen · Luxemburg · Marokko · Mexico · Monaco · Mongolië · Nederland · Nederlandse Antillen · Nieuw-Zeeland · Noord-Korea · Noorwegen · Oostenrijk · Polen · Puerto Rico · Roemenië · San Marino · Senegal · Slovenië · Spanje · Swaziland · Tsjecho-Slowakije · Turkije · Verenigde Staten · Zuid-Korea · Zweden · Zwitserland